# 德克斯特 (喬治亞州)
德克斯特（英語：Dexter）是一個位於美國喬治亞州勞倫斯縣的城鎮。

## 地理
德克斯特的座標為32°26′04″N 83°03′32″W / 32.43444°N 83.05889°W，而該地的平均海拔高度為95米（即312英尺）。

## 人口
根據2010年美國人口普查的數據，德克斯特的面積為2.00平方千米，當中陸地面積為2.00平方千米，而水域面積為0.00平方千米。當地共有人口575人，而人口密度為每平方千米288人。